# 小行星2201
小行星2201 (2201 Oljato) 是一顆阿波羅型小行星，於1947年12月12日被亨利·李·吉克拉斯在旗杆市的洛厄爾天文台發現。
小行星2201是哈伯搜尋過渡彗星 (過渡彗星 — 以UV尋找小行星的OH 輻射) 的目標之一。

## 外部連結
- JPL Small-Body Database Browser on 2201 Oljato （页面存档备份，存于）